# Tonga-edelpapegaai
De Tonga-edelpapegaai (Eclectus infectus) is een uitgestorven soort edelpapegaai die voorkwam op Tonga, Vanuatu en mogelijk ook op de Fiji-eilanden. Gefossiliseerde botjes werden in november 1989 gevonden in aardlagen uit het laat-Pleistoceen en vroeg-Holoceen. Het materiaal werd later onderzocht en beschreven door de Amerikaanse bioloog David William Steadman.